# Baks
Baks  este un sat în districtul Kistelek, județul Csongrád, Ungaria, având o populație de 2.091 de locuitori (2011). 

## Demografie
Componența etnică a satului Baks
     Maghiari (84,27%)
     Romi (14,99%)
     Necunoscut (0,23%)
     Alții (0,5%)
Componența confesională a satului Baks
     Fără religie (13,53%)
     Necunoscută (85,03%)
     Alte religii (2,34%)
Conform recensământului din 2011, satul Baks avea 2.091 de locuitori. Din punct de vedere etnic, majoritatea locuitorilor (84,27%) erau maghiari, cu o minoritate de romi (14,99%). Apartenența etnică nu este cunoscută în cazul a 0,23% din locuitori. Nu există o religie majoritară, locuitorii fiind  și persoane fără religie (13,53%). Pentru 85,03% din locuitori nu este cunoscută apartenența confesională.